# Arete
Arete (gr. ἀρετή, "dyd", tillige "manddom",
"dygtighed"), personificeret som gudinde, for eksempel
i sofisten Prodikos’ fortælling om
"Herakles på Skillevejen": den unge Herakles ved
ikke, hvilken vej han skal slå ind på for at
leve et lykkeligt liv; han går ud på et
ensomt sted for at træffe sit valg i ro; to
gudinder nærmer sig da, Arete og Kakia ("lasten");
den sidste opregner alle behageligheder ved et
mageligt og nydelsesrigt liv, Arete derimod
opfordrer ham til et bravt, retskaffent, arbejdsomt
liv, som det eneste, der i virkeligheden kan
tilfredsstille en god natur, og hende følger
Herakles.